# Ҋ
Ҋ  (en minúscula: ҋ; cursiva: Ҋ ҋ) es una letra de la escritura cirílica. Su forma se deriva de la letra cirílica Й,  agregando una cola a la pierna derecha.
La I corta con cola se usa solo en el alfabeto del idioma Sami Kildin para representar la aproximante palatal sorda /j̊/; la letra cirílica Je (Ј ј) también se puede utilizar.

## Códigos de computación
| Vista Previa                | Ҋ                                         | Ҋ                                         | ҋ                                       | ҋ                                       |
| --------------------------- | ----------------------------------------- | ----------------------------------------- | --------------------------------------- | --------------------------------------- |
| Nombre unicode              | CYRILLIC CAPITAL LETTER SHORT I WITH TAIL | CYRILLIC CAPITAL LETTER SHORT I WITH TAIL | CYRILLIC SMALL LETTER SHORT I WITH TAIL | CYRILLIC SMALL LETTER SHORT I WITH TAIL |
| Codificaciones              | Decimal                                   | Hex                                       | Decimal                                 | Hex                                     |
| Unicode                     | 1162                                      | U+048A                                    | 1163                                    | U+048B                                  |
| UTF-8                       | 210 138                                   | D2 8A                                     | 210 139                                 | D2 8B                                   |
| Numeric character reference | &#1162;                                   | &#x48A;                                   | &#1163;                                 | &#x48B;                                 |